# Teppei Isaka
Teppei Isaka (Ibaraki, 23 oktober 1974) is een voormalig Japans voetballer.

## Carrière
Teppei Isaka speelde tussen 1993 en 1998 voor JEF United Ichihara en Mito HollyHock.